# Geologisches Museum der Provinz Gansu
Das Geologische Museum der Provinz Gansu (chinesisch 甘肃地质博物馆, Pinyin Gansu dizhi bowuguan, englisch Geological Museum of Gansu Province) befindet sich in Lanzhou, Provinz Gansu, Volksrepublik China, an der Adresse Hongxinggang (红星巷) Nr. 168. Es beherbergt unter anderem repräsentative Funde aus den Bergbaugebieten der Nickelmine von Jinchuan (金川镍矿, Jīnchuān nièkuàng), der Kupfermine von Baiyin (白银铜矿, Báiyín tóngkuàng) und der Jingtieshan-Eisenmine (镜铁山铁矿, Jìngtiěshān tiěkuàng).